# Bombarde (Orgel)
Als Orgelregister bezeichnet die Bombarde in den allermeisten Fällen ein langbechriges Zungenregister – meist zu finden im Pedal in 16′-Lage, bei großen Orgeln auch in 32′-Lage, dann wird die Registerbezeichnung oft mit dem Präfix „Kontra“ versehen. Die Bombarde wird allgemein mit trichterförmigen Metallbechern gebaut; oft wird aber die Kontrabombarde 32′ aus finanziellen Gründen mit Holzbechern ausgeführt. Im deutschen Orgelbau hat sich die Bezeichnung Pommer durchgesetzt.

## Klang
In der Renaissance bezeichnete Bombarde ein Doppelrohrblattinstrument. Wie jedes Zungenregister besitzt die Bombarde einen durchsetzungsfähigen und wenig mischungsfähigen Klang mit vielen Obertönen. Jedoch gibt es bei spätromantischen Orgeln auch durchschlagende, mischungsfähige Bombarden, welche sich in jedem Tutti gut integrieren und die labialen 16-Fuß-Stimmen unterstützen. Die musikalische Aufgabe der Bombarde ist die Herstellung eines tragfähigen Fundaments für den Bass. Im Unterschied zu den kurzbechrigen Regal-Registern ist der Klang sonor, schmetternd und festlich. Klangähnlichstes Orgelregister ist die etwas schwächere, ähnlich verwendete Posaune. Abgesehen von Hochdruckregistern und Horizontaltrompeten, ist die Bombarde die lauteste Einzelstimme einer Orgel.

## Verwendung
Die ersten Bombarden sind im ausgehenden 16. Jahrhundert im franco-flämischen Orgelbau nachweisbar. Im selben Zeitraum bauten niederländische Orgelbauer unter dem Namen „Pommer“ das Register in norddeutschen Orgeln, später jedoch nicht mehr. Ende des 17. Jahrhunderts setzten Eugenio Casparini und Zacharias Thayßner es in Mitteldeutschland und Schlesien ein. Im Barock wurden in Frankreich und Italien Bombarden sowohl als Hauptwerkzungen wie auch als Pedalzungen gebaut; süddeutsche Barockorgelbauer ersetzten gerne die sonst übliche Posaune 16′ durch eine Bombarde 16′. Im Allgemeinen wurden die konischen Schallbecher aus Zinn gefertigt, während die Familie Silbermann im Elsass für die Pedalbombarde Holzbecher bevorzugte.
In der Romantik wurde sie in Deutschland kaum noch verwendet, ab der Mitte des 19. Jahrhunderts auch mit durchschlagenden Zungen, in Frankreich hingegen immer häufiger, als 16′-Zunge im Hauptwerk, Schwellwerk, Solo und Pedal, bis hin zur legendären, von Aristide Cavaillé-Coll gebauten Contre-Bombarde 32′. Während die Bombarde im 20. Jahrhundert in Frankreich die gängige 16′-Zunge blieb, verschwand sie in der deutschen Orgelbewegung fast völlig, breitete sich aber in anderen Ländern wie Italien und den USA aus. In den Niederlanden, Skandinavien und Norddeutschland konnte sich die Bombarde nie wirklich durchsetzen. Typische französische Pedalbombarden (32′ und 16′) werden und wurden in Deutschland trotz der großen Begeisterung für die Pedale von Cavaillé-Colls Orgeln kaum gebaut. Im deutschsprachigen Raum baute zunächst die Firma Rieger Orgelbau als einzige Werkstatt konsequent in kleineren Orgeln eine Bombarde 16′ und zusätzlich in großen eine Kontrabombarde 32′ ein. Aktuell werden in großen Orgeln eine Bombarde 32′ und, anstatt einer Bombarde 16′, eine etwas schwächere Variante, eine Posaune 16′, disponiert.